# Turdoides affinis
Turdoides affinis là một loài chim trong họ Leiothrichidae.